# بيتر جنكينز (صحفي)
بيتر جنكينز (بالإنجليزية: Peter Jenkins)‏ هو صحفي بريطاني، ولد في 11 مايو 1934 في المملكة المتحدة، وتوفي في 27 مايو 1992.